# Salmo 110
(Salmo 110, 1-7)
Il Salmo 110 (numerazione greca e tradizionale romana: salmo 109) fa parte della raccolta dei 150 Salmi sia nella Tanakh ebraica che nell'Antico Testamento cristiano. Viene talvolta anche ricordato con le parole iniziali Dixit Dominus (“Disse il Signore”).
Appartiene al gruppo dei salmi regali e riveste un'importanza particolare per la lettura messianica che ne è stata fatta e per la nuova interpretazione datane nel Nuovo Testamento.

## Composizione iniziale
Il salmo è tradizionalmente attribuito al re Davide. Porta infatti il titolo: "Di Davide. Salmo". L'attribuzione a Davide dipende unicamente da quanto indicato nella raccolta stessa dei Salmi. La sola conferma "esterna" al testo veterotestamentario si ha nei Vangeli, che sono del I secolo d.C., ossia di parecchi secoli successivi alla composizione del salmista. Si può supporre, in ogni caso, che sia stato composto in qualche ricorrenza particolare, ad esempio per celebrare una vittoria. Le parole del salmo non permettono, peraltro, di dedurre di quale ricorrenza o cerimonia si tratti e neppure lo scopo specifico della composizione. I primi versi recitano: 

Il problema interpretativo che essi offrono riguarda l'identità dei due "Signori", in particolare il secondo dei due. Uno di essi è certamente Dio, che mette i nemici alla mercé dell'altro Signore. Dell'altro si potrebbe pensare che si tratti del re (ipotizzando, quindi, che i versi siano da intendere nel modo seguente: "Dice il Signore al mio re...". Tuttavia, del secondo Signore in questione, il salmo dice, più avanti: 
Secondo le consuetudini ebraiche il re non aveva alcuna prerogativa sacerdotale, quindi non è certamente al re Davide o ad un re nel senso comune del termine che il salmo si riferisce. Da queste considerazioni, sin dall'epoca precristiana, deriva l'interpretazione del salmo in senso messianico. 

## Interpretazioni

### Lettura messianica
Secondo l'interpretazione messianica, il secondo Signore del salmo è proprio il messia. Le due frasi citate precedentemente gli si adattano, infatti, assai bene: certamente si siederà alla destra di Dio e certamente sarà detentore di un sacerdozio speciale. Il momento d'inizio dell'interpretazione messianica del salmo non è noto. Potrebbe essere, per quanto ne sappiamo, già a fondamento del salmo stesso (ossia, riflettere le consapevoli intenzioni dell'autore), oppure risalire già al tempo della monarchia ebraica. Di sicuro sappiamo che è l'interpretazione che l'antico ebraismo dà al salmo già prima della nascita di Cristo ed è anteriore alla identificazione con Cristo stesso del "secondo Signore" fatta dai Vangeli.

### Interpretazione del Nuovo Testamento
Il Nuovo Testamento rilegge il salmo attribuendo l'identità del "secondo Signore" a Gesù Cristo che è annunziato dagli evangelisti come il Messia atteso ed il realizzatore delle promesse fatte da Dio agli ebrei.

Nel Vangelo secondo Matteo Gesù cita il salmo per indicare la nascita divina del Messia: 

L'episodio narrato da Matteo si inserisce in quella prima fase della predicazione di Gesù nella quale egli non ha ancora pubblicamente affermato di essere sia il Messia (che è un uomo) che Dio stesso, per quanto lo abbia già rivelato alle persone della cerchia più stretta dei suoi discepoli. La proclamazione pubblica di messianicità e, soprattutto, di divinità, avverrà in un secondo momento, e darà luogo prima alle dispute con i giudei ed ai tentativi di linciaggio riportati dal Vangelo secondo Giovanni. Gesù, in questa fase non richiama, quindi, un ulteriore importante verso del salmo in esame, che recita 
Questo verso, nel quale il "primo Signore" ossia Dio, afferma di aver generato il "secondo Signore" e di averlo fatto in un "giorno della sua potenza" e oltretutto "tra santi splendori" è, secondo l'interpretazione cristiana del salmo, indicativo che il "secondo Signore" non solo è figlio del primo, ma che si tratta di una filiazione reale e non allegorica, dato che la potenza viene, dal salmista, attribuita al figlio ed in un contesto glorioso particolare, quello della santità. In altri termini, il "secondo Signore" non è, secondo tale interpretazione, semplicemente il messia, bensì proprio Dio stesso, nella persona del figlio di Dio.
Come si può notare Gesù aderisce all'idea tradizionale che Davide sia l'autore del salmo. È questa la sola conferma "esterna" al testo veterotestamentario dell'identità dell'autore della composizione. Peraltro, è altresì conferma che almeno all'epoca di Gesù si riteneva comunemente che fosse proprio Davide (altrimenti, è logico pensare che i farisei, nella polemica con Cristo, avrebbero eccepito trattarsi di autore differente e per questo, diversamente da Davide, "non ispirato").

Nel libro degli Atti degli Apostoli Pietro, nel suo primo discorso, testimonia la resurrezione di Gesù Cristo e la sua ascensione al cielo citando le parole del salmo: 

Questa stessa frase del salmo viene ripresa dalla Lettera agli Ebrei per indicare la superiorità di Gesù Cristo rispetto agli angeli: 

La stessa lettera agli Ebrei, per illustrare la superiorità del sacerdozio di Gesù rispetto a quello ebraico, cita il salmo: 
Insolitamente, il verso di Salmi 110:4 è citato per altre due volte e in modo parziale, anche in Ebrei 7:17 e Ebrei 7:21
Tu sei sacerdote in eterno alla maniera di Melchìsedek.

Si ha così l'abrogazione di un ordinamento precedente a causa della sua debolezza e inutilità - la legge infatti non ha portato nulla alla perfezione - e si ha invece l'introduzione di una speranza migliore, grazie alla quale ci avviciniamo a Dio.»
(Ebrei 7:17-19)
Il Signore ha giurato e non si pentirà:

tu sei sacerdote per sempre.

Per questo, Gesù è diventato garante di un'alleanza migliore.»
(Ebrei 7:20-22)

### Altre Interpretazioni
Il tono di lettura di questo salmo è importantissimo, esse deve essere letto cantando in jubilus, perché l'intero salmo si pensa cantato durante l'incoronazione, si festeggia il massacro dei nemici, ma anche la fine di tutte le fratture. Il canto è un atto liberatorio, il massimo di una vittoria e a volte delle felicità. Secondo alcuni ricercatori il canto è stato uno dei fenomeni evolutivi che ci ha portato a sviluppare la parola e quindi la società come siamo oggi. Non solo il canto trasmette armonia tramite l'armonia delle voci, ma anche unione tra chi parla e chi ascolta e viceversa, cantando. Chi sono i soggetto del salmo? Ricordiamo che questo salmo è una conversazione, non un racconto qui è un "signore" che sta incoronando un altro "signore" cantando, una "normale" conversazione tra pari durante un giorno di gioia. Vediamo le traduzioni del versetto uno come si diversificano: 
Traduzione Nuova Riveduta: "Salmo di Davide. Il SIGNORE ha detto al mio Signore:
«Siedi alla mia destra finché io abbia fatto dei tuoi nemici lo sgabello dei tuoi piedi»."
Da notare il SIGNORE in maiuscolo.
Traduzione C.E.I.: "Di Davide. Salmo. Oracolo del Signore al mio Signore: «Siedi alla mia destra, finché io ponga i tuoi nemici a sgabello dei tuoi piedi»."
Traduzione Nuova Diodati: "Il regno del Messia, Re e Sacerdote [Salmo di Davide.] L'Eterno dice al mio Signore: «Siedi alla mia destra finché io faccia dei tuoi nemici lo sgabello dei tuoi piedi»."
Qui Signore viene tradotto Eterno.
Le diversità di lettura e di utilizzo (es. nelle omelie) di tutto questo salmo è stata sconfinata nella letteratura ecclesiastica, cattolica, ortodossa, protestante, eccetera. Pensiamo alla potenza che hanno avuto queste parole durante l'epoca delle crociate. Possiamo fare un esempio della variazione nella traduzioni per i termini "ex utero ante luciferum" ovvero, ti ho generato prima della prima stella, prima della creazione delle schiere angeliche e prima ancora che ci fosse un "nemico" (prima ancora che esistesse un'entità contro un'altra entità). Ricordiamo che il signore deve stare alla destra dell'altro fino alla risoluzione della "frattura".  Se presupponiamo che i due signori siano entrambi "manifestazione" di Dio il sedere alla destra prevederebbe la presenza di una terza persona, forse il lettore, o chi sta ascoltando l'inno, o forse lo spirito santo che aleggia nel mondo ed è presente in vario grado negli individui, in questo modo ogni figura sarebbe alla destra dell'altro o di Dio e trasmette quel concetto che la salvezza è per tutti coloro che vogliono sedersi con il signore. 
Vediamo la variazione delle traduzioni del versetto tre:

Versione Ebraica 
"עַמְּךָ֥ נְדָבֹת֘ בְּי֪וֹם חֵ֫ילֶ֥ךָ בְּהַדְרֵי־קֹ֖דֶשׁ מֵרֶ֣חֶם מִשְׁחָ֑ר לְ֜ךָ֗ טַ֣ל יַלְדֻתֶֽךָ" 
La visioni ebraiche del salmo sono molto complesse e non sono immediate per chi non è esperto cabalista. 

Versione Latina: 
"Tecum principium in die virtutis tuæ in splendoribus Sanctorum ex utero ante luciferum genui te"
Versioni italiane: 
C.E.I. (1974):"A te il principato nel giorno della tua potenza tra santi splendori; dal seno dell'aurora, come rugiada, io ti ho generato" 
Nuova Riveduta: "dal seno dell'alba la tua gioventù viene a te come rugiada."
Nuova Diodati: "dal grembo dell'aurora, tu avrai la rugiada della tua"
Versione inglese: 
"your young men will come to you like dew from the morning’s womb." (con una nota di incertezza sulla traduzione dall'ebraico)
Come si può vedere la versione inglese, varia completamente il senso della frase e perde un po' quell' estremo mistero di fede che è la divinità.
Vedere le differenze ci sottolinea come è cruciale la traduzione di questa frase nei diversi testi.
In psicrometria, ovvero la scienza che studia le proprietà di un "sistema" gas-vapore, esiste un termine ben preciso per indicare quello il salmista prende come esempio nel versetto tre, è infatti la descrizione di un Dew point, un Punto di rugiada. Vedere dove e come nasce la rugiada, fa intendere bene cosa il salmista intenda (non "creata dal nulla , ma frutto della "condensazione"). Sorprendentemente questa similitudine potrebbe valere anche per la teoria di formazione dell'universo, dove l'abbassamento di temperatura dato dall' espansione dello stesso, fece in modo che elementi altrimenti volatili (e dovrà eccitati) si condensassero, dando luogo alle stelle ed ai pianeti.

## Uso liturgico
Fin dai tempi antichi è previsto ai Vespri domenicali e in quelli di I Classe semplici o doppi. Nell'attuale ufficio romano si trova (senza il versetto 6) ai secondi vespri della domenica della prima settimana. Nello schema monastico "B" (Füglister) è previsto come primo salmo del primo notturno delle Vigilie della domenica.